# Flåsjön, Norrbotten
Flåsjön är en sjö i Bodens kommun i Norrbotten och ingår i Altersundets huvudavrinningsområde. Sjön har en area på 0,523 kvadratkilometer och ligger 32 meter över havet.

## Delavrinningsområde
Flåsjön ingår i det delavrinningsområde (733121-177516) som SMHI kallar för Mynnar i Hundsjön. Medelhöjden är 97 meter över havet och ytan är 12,28 kvadratkilometer. Det finns inga avrinningsområden uppströms utan avrinningsområdet är högsta punkten. Vattendraget som avvattnar avrinningsområdet har biflödesordning 2, vilket innebär att vattnet flödar genom totalt 2 vattendrag innan det når havet efter 41 kilometer. Avrinningsområdet består mestadels av skog (83 procent). Avrinningsområdet har 0,52 kvadratkilometer vattenytor vilket ger det en sjöprocent på 4,2 procent.